# پوشش شرینک
پوشش یا ورقه شرینک ماده ای است که از فیلم ها و لایه های پلیمر پلاستیک ساخته شده است. به طوری که وقتی این پوشش و ورق پلاستیکی در معرض گرما قرار می گیرد شروع به انقباض کرده و جسمی که روی آن کشیده شده است را در بر می گیرد. گرمای لازم برای این کار می تواند از طریق یک سشوار صنعتی یا عبور توامان محصول و پوشش روی آن از داخل تونل گرما تامین شود.

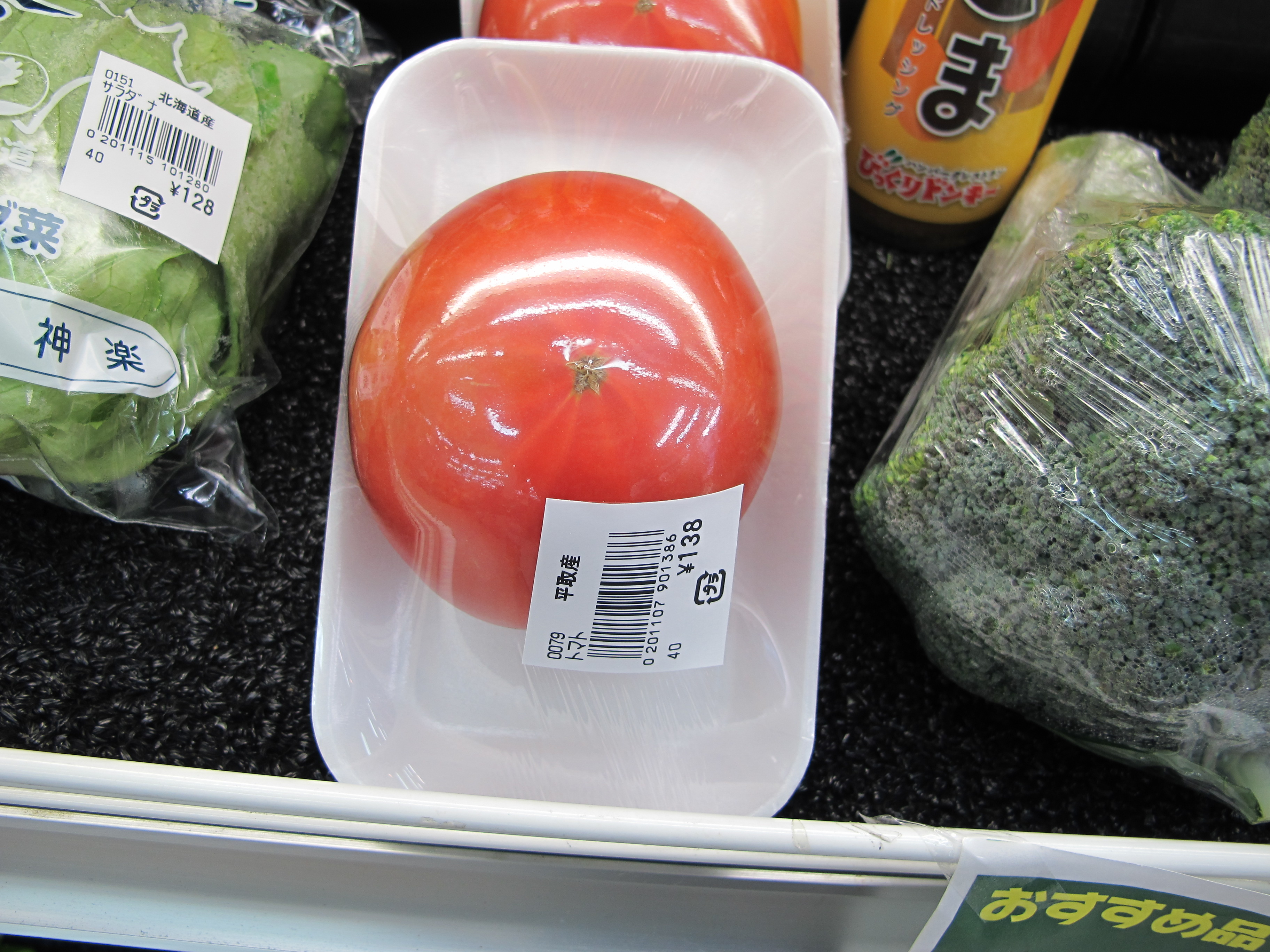
سبزیجات بسته بندی و روکش شده با پوشش شرینک

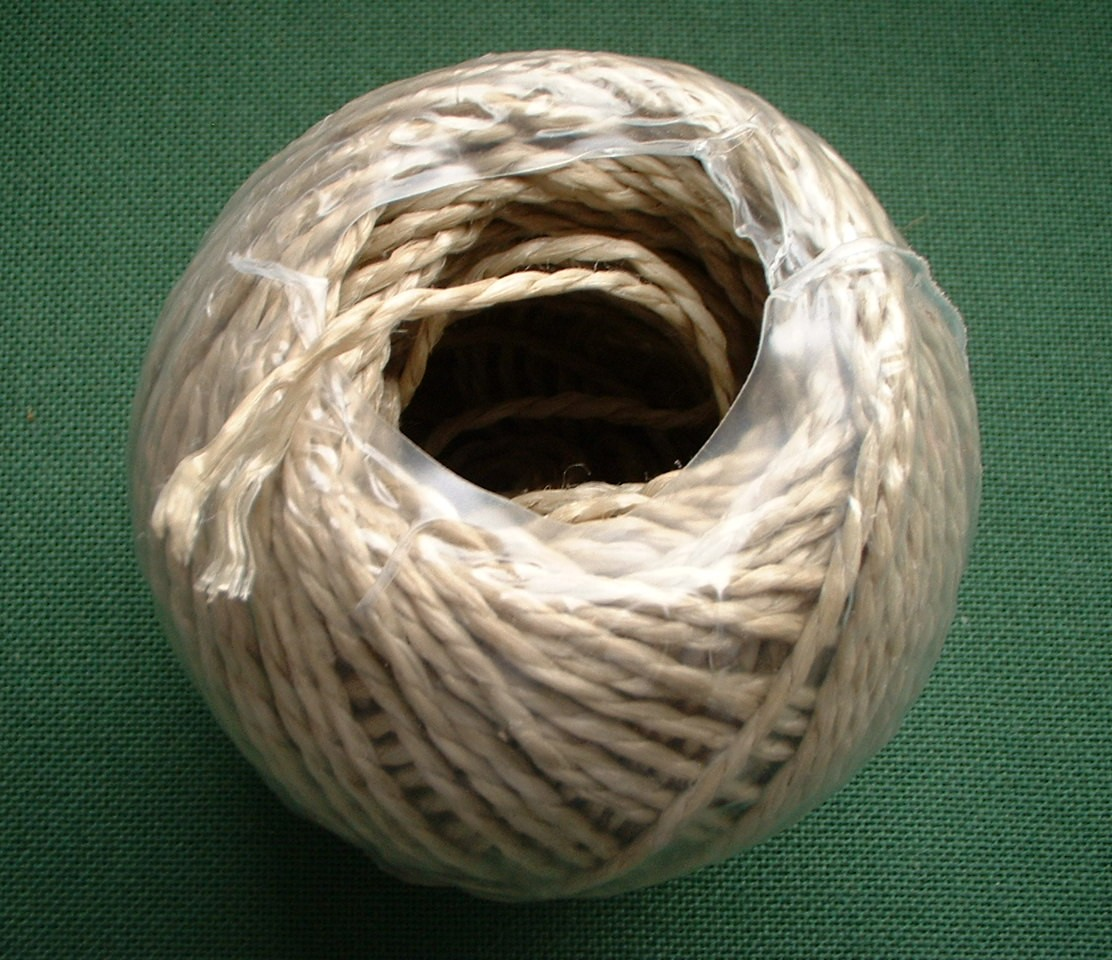
توپ نخ پیچیده شده با پوشش شرینک

## ترکیبات
متداول ترین نوع این پوشش ها پلی الفین هست. این پوشش در ضخامت ها شفافیت ها مقاومت ها و مقدار انقباض و جمع شدن های متفاوت وجود دارد. دو ورقه ای اصلی و ابتدایی می توانند اتصال عرضی یا غیرعرضی داشته باشند. دیگر انواع این پوشش ها دارای PVC پلی اتیلن پلی پروپیلن و چند ماده ی دیگر می شوند.
اکستروژن پلاستیک و لایه سازی بر حسب ویژگی های فیزیکی مورد نظر و مورد استفاده می تواند برای تولید این پوشش ها استفاده شود. برای مثال پوشش پنج لایه می تواند به شکل EP/EVA/copolyester/EVA/EP باشد به طوری که EP اتیلن پروپیلن و EVA اتیلن وینیل استات است.
PVC به خاطر دوام بالایش در موارد مختلفی استفاده شود. با این حال،به دلیل متصاعد شدن گازها و بو های سمی و قوی آن را باید در مکانی با تهویه مناسب استفاده کرد . پی وی سی در بسیاری از کشورها به دلیلی موادی که در اثر تجزیه آن ایجاد می شوند ممنوع شده است. پی وی سی دارای برخی ویژگی های منفی مانند عدم مناسب بودن برای بسته بندی ، جایگذاری رسوبات کربن در طبیعت و نیروی انقباض کم است.
روکش شرینک پلی الفین یا POF به دلیل دوام بالا و تعدد موارد استفاده یک روکش شرینک ممتاز و عالی است. POF مقاوم در برابر سوراخ شدن است و دارای استحکام زیاد برای مهر و موم کردن است که امکان استفاده از آن را برای مواردی با شکل های نامنظم فراهم می کند. POF در گیج های 35، 45، 60، 75 و 100، 1 میل5 موجود است. روکش POF از مواد کاملا بازیافتنی ساخته شده است و از این حیث مورد تایید FDA است. .POF شفافیت بالا و ظاهری براق دارد که این موارد در ظاهر آن تاثیرگذار است. این نوع پوشش برای جمع کردن چندین آیتم با هم عالی است و قابلیت انقباض و جمع شدن کامل و سریع را دارد.
PE، یک پلی الفین، در چندین نوع بسته بندی محافظ انعطاف پذیر استفاده می شود. PE می تواند در 3 شکل مختلف انجام شود. آنها عبارتند از پلی اتیلن با چگالی کم (LDPE)، پلی اتیلن خطی با چگالی کم (LLDPE) و پلی اتیلن با چگالی بالا (HDPE). شرینک LDPE برای بسته بندی به دلیل استحکام بالا و دوام بیشتر بهترین انتخاب خواهد بود. این روکش‌ها همچنین می‌توانند تصاویر را روی خود چاپ کنند و از این حیث LDPE بهترین کیفیت تصاویر چاپی را ارائه می کند. گیج های پلی اتیلن می توانند تا 1200 پیش بروند و طیف وسیعی از گیج ها را امکان پذیر می کنند. نقطه ضعف PE انعطاف کم و عدم شفافیت کافی در مقایسه با دیگر پوشش ها است.

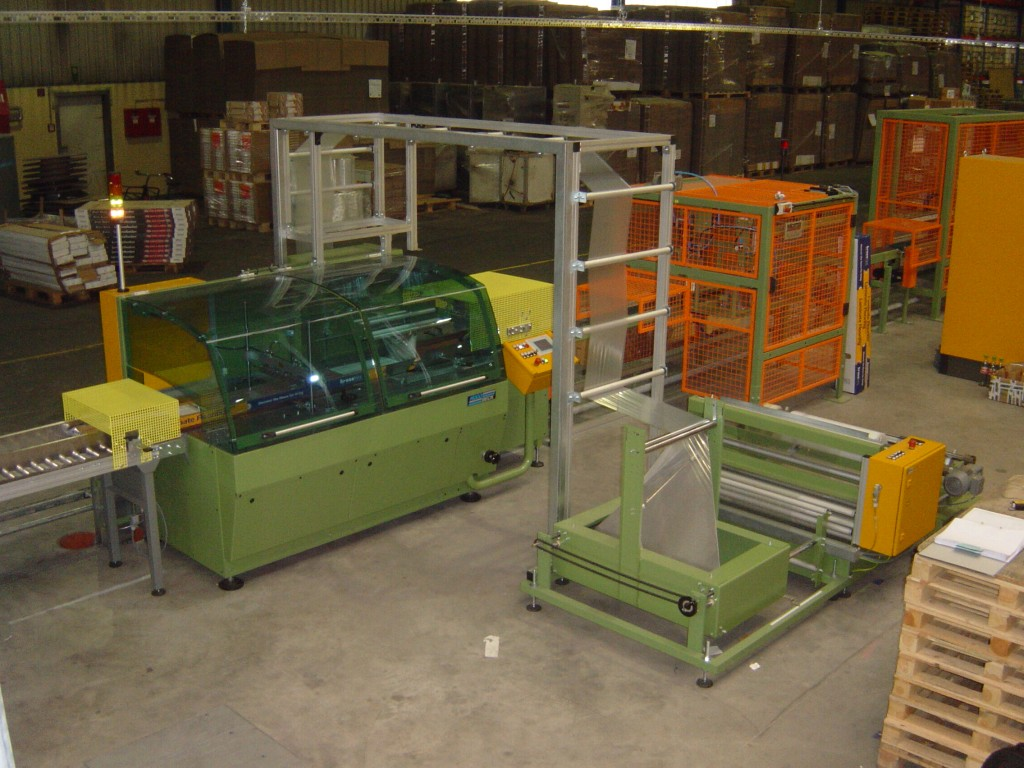
ماشینی که برای بسته بندی مداوم تا 35 بسته در دقیقه طراحی شده است

## ساخت
یک فیلم انقباضی و جمع شونده می تواند در یک جهت (یک جهته یا تک جهته) یا در هر دو جهت (دو جهته) جمع شود. فیلم‌ها زمانی که گرم می‌شوند کشیده می‌شوند تا مولکول‌ها را از الگوی تصادفی اولیه‌شان خارج کنند. خنک‌کردن فیلم ویژگی‌های فیلم را تا زمانی که دوباره گرم شود تثبیت می‌کند این فرایند باعث می‌شود که به پوشش به ابعاد اولیه اش برسد.
قبل از جهت یابی و مرتب شدن ، مولکول های یک ورق یا لوله مانند یک کاسه رشته در هم تنیده به صورت تصادفی و در هم هستند به طوری که مولکول ها به صورت پیچ در پیچ و فاقد جهت گیری و شکل خاصی هستند. با این حال، هنگامی که تحت اثر نیروی کشش واقع می شوند ، مناطق آمورف و در هم زنجیره ها صاف و در جهت قرارگیری کلی قرار می گیرند و مرتب می شوند. با انجام خنک‌سازی مناسب، مولکول‌ها در این حالت منجمد و ثابت می‌شوند تا انرژی گرمایی کافی اعمال شود و زنجیره‌ها به عقب منقبض شوند. این پدیده را می توان با کشش یک کش لاستیکی و فرو بردن آن در نیتروژن مایع به گونه ای که در حالت کشیده یخ بزند، تجسم کرد. کش تا زمانی تا زمانی که سرد است و هنوز به گرمای کافی نرسیده به همان شکل می ماند. با این حال، هنگامی که انرژی گرمایی کافی اعمال شود، نوار لاستیکی به حالت آرام اولیه خود منقبض می شود.
جهت گیری و مرتب سازی در مقیاس صنعتی می تواند یا از طریق پروسه تنترفریم یا از طریق پروسه حبابی انجام شود. روش تنتر فریم برای تولید انواع محصولات "هیت ست" استفاده می شود، که BOPP رایج ترین آنهاست هیت ست فرآیندی است که طی آن یک فیلم در به صورت محدود دوباره گرم می شود به طوری که خواص انقباض از بین می برود.
دومین پروسه صنعتی برای تولید این پوشش فرآیند حباب است که به عنوان فرآیند لوله ای نیز گاها نامیده می شود. در این پروسه، دو مرحله وجود دارد در ابتدا یک لوله اولیه با دمیدن یا ریختن لوله بر روی سنبه خارجی یا داخلی تولید می شود. برای خنک کردن این لوله معمولا از آب استفاده می شود. و سپس از خنک شدن لوله ابتدایی دوباره گرما داده می شود و با استفاده از هوا مانند بادکنک در آن دمیده می شود، که در این پروسه حباب دوم باد می شود. با باد شدن و تورم حجمی ، لوله به طور همزمان در هر دو جهت جهت گیری کرده و منبسط می شود.
خانواده پوشش های شرینک در طول سال ها با ساخت و سازهای چند لایه که امروزه به فروش می رسند، گسترش یافته است. از ویژگی های این پوشش انقباض، آب بندی، اپتیک، چقرمگی و لغزش را می توان نام برد. با توجه به خصوصیات انقباض و جمع شدن پوشش، دمای شروع، انقباض آزاد، نیروی انقباض، محدوده دمای انقباض، حافظه و ظاهر کلی بسته وجود دارد.

## استفاده ها
پوشش شرینک اغلب توسط تجهیزات خودکار به روی محصول مورد نظر یا دورتا دور آن اعمال می شود. سپس توسط یک تفنگ حرارتی یا سشوار گرم می شود یا از تونل گرما یا کوره برای جمع کردن پوشش استفاده می شود.

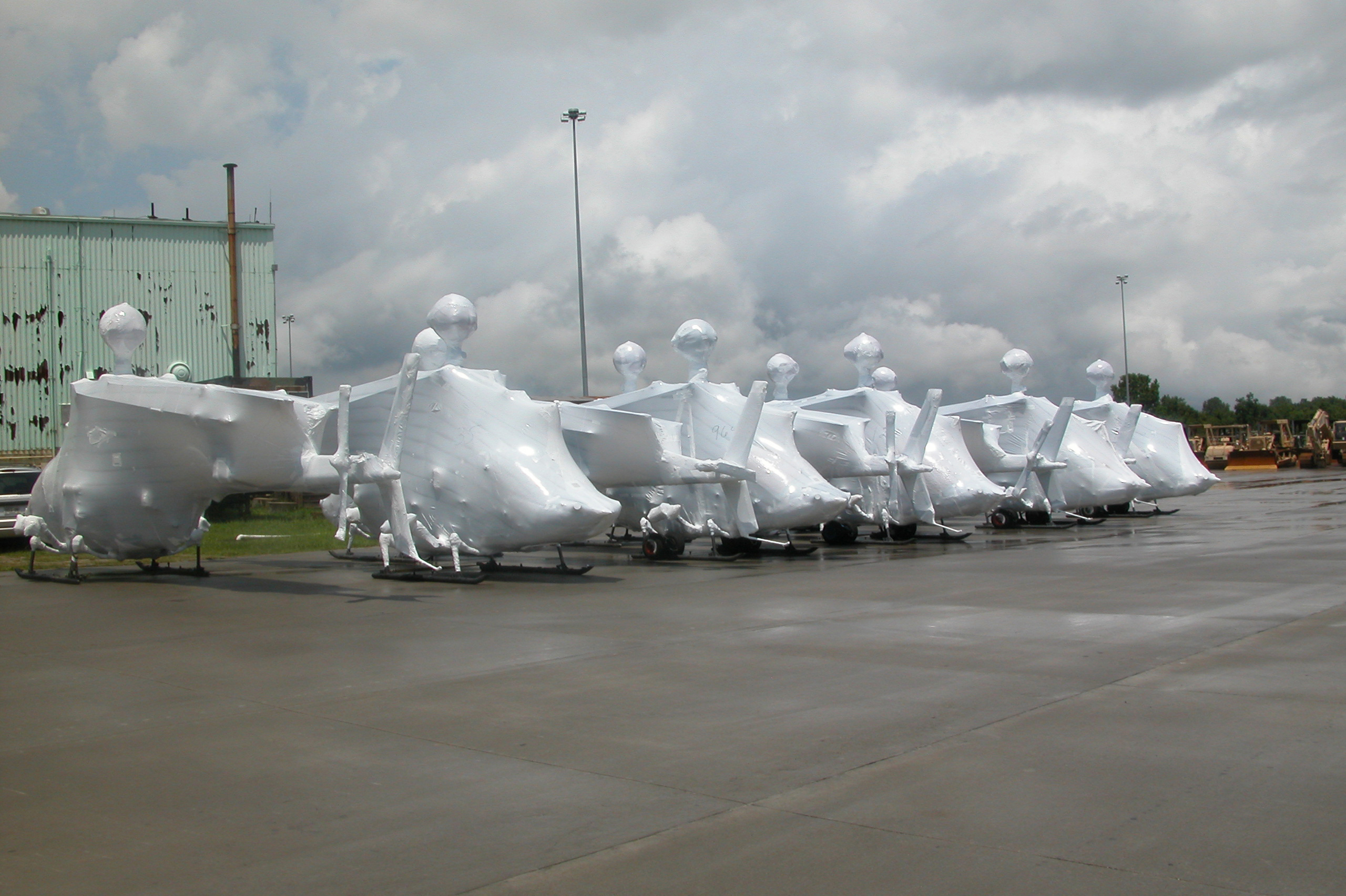
هلیکوپترهای بسته بندی شده برای حمل و نقل

پوشش شرینک را می توان به اشکال مختلفی عرضه کرد. رول مسطح را می توان دور یک محصول پیچید به طوری که همزمان از منبع حرارتی برای چسباندن پوشش به هم استفاده شود. فیلم وسط تا شده بر روی یک رول عرضه می شود که پلاستیک از قبل تا شده وسط قرار می گیرد ، سه لبه باقی مانده برای تشکیل کیسه مهر و موم می شود و سپس بسته گرم می شود که باعث انقباض و جمع شدن کیسه می شود. کیسه های پلاستیکی از پیش ساخته شده دارای یک انتهای باز است، محصول در کیسه قرار می گیرد، بسته می شود و برای جمع شدن توسط حرارت ارسال می شود.
پوشش شرینک برای بسته بندی و پوشش ساختمان ها نیز مورد استفاده قرار می گیرد.این پوشش میتواند سقف های آسیب دیده بعد طوفان و دیگر آسیب ها را بپوشاند. پوشش شرینک می تواند در حذف آزبست و سرب و دیگر مورد آسیب زننده مورد استفاده واقع شود
پوشش شرینک گاهی برای بسته بندی کتاب ها نیز مورد استفاده واقع می شود به طور ویژه کتاب های بزرگسالان کتاب های مصور و مانگاها زیرا هرگونه خط و خش و پارگی قبل از فروش مورد نظر و مطلوب نیست. پوشش شرینک در بسته بندی سبزیجات برا افزاش عمر آنها استفاده می شود.
سی‌دی یا دی‌وی‌دی ها اغلب در جعبه‌هایی فروخته می‌شوند که در بسته‌بندی شرینک بسته‌بندی شده‌اند. لایسنس چنین نرم‌افزاری معمولاً در داخل جعبه‌ها قرار می‌گیرند و خواندن آنها قبل از خرید غیرممکن است. که باعث نگرانی بعضی افراد در مورد استفاده از این پوشش شده است.

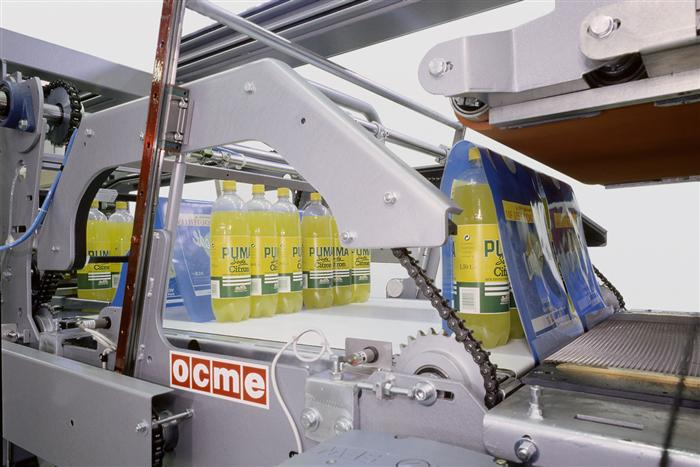
بسته بندی فیلم شرینک که روی خط بسته بندی نوشابه اعمال می شود

بالشتک های فومی را می توان به طور ایمن در بسته بندی شرینک نگه داشت و جعبه ها که راه سنتی ای کار بودند را حذف کرد. انواع محصولات ممکن است در پوشش شرینک بسته بندی شوند تا محصولات را تثبیت کنند، آنها را یکپارچه نگه دارند ، تمیز نگه دارند یا مقاومت در برابر دستکاری را افزایش دهند. این پوشش می تواند برای برخی از غذاها مانند پنیر، گوشت، سبزیجات مورد استفاده قرار گیرد. از لوله های انقباض حرارتی برای آب بندی سیم کشی برق استفاده می شود.

این پوشش می تواند روی لیبل ها و اطلاعات برای جلوگیری از دستکاری کشیده شود.این پوشش می تواند مانند کلید آکبند درب ها مورد استفاده قرار گیرد. این پوشش برای پیوند چند بسته و یکی کردن آنان نیز مورد استفاده است. روکش شرینک معمولاً در موارد صنعتی اغلب از پوشش شرینک سنگین تر استفاده می‌شود. فرایند با فرایند دستی که با استفاده از تفنگ گرما انجام می شود از لحاظ ساختاری تفاوتی ندارد. مواردی که پوشش شرینک به طور گسترده مورد استفاده و پذیرش قرار می گیرند:

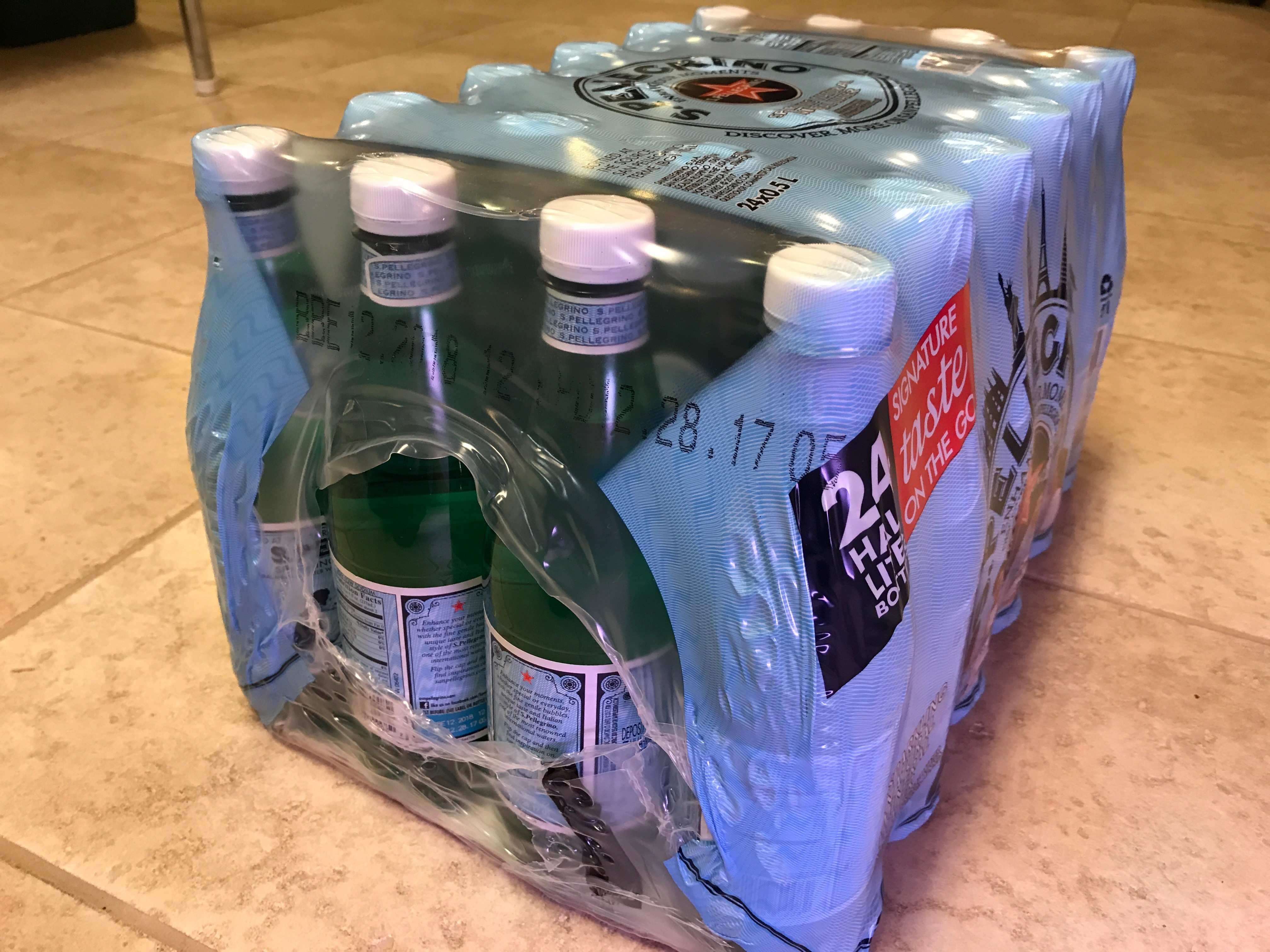
بطری های بسته بندی شده با سوراخی بعنوان دستگیره

- محتوی بسته بندی شرینک صنعتی تجهیزات / اجزای بزرگ کارخانه،
- دارای پوشش داربستی ساختمان ها/پل ها،
- ساختن سازه‌های بسته‌بندی موقت برای ذخیره‌سازی یا سایر مصارف عملیاتی تجاری،
- بسته بندی قایق ها و سایر وسایل نقلیه دریایی،
- بسته بندی محموله های پالت شده
- پروژه های امدادی و احتمالی بلایای طبیعی مانند ساختمان ها/سقف های آسیب دیده.

## همچنین ببینید
- پلی لاکتیک اسید
- ورق پلاستیکی
- عایق درزگیر پنجره

## مطالعه بیشتر
- Soroka، W، "مبانی فناوری بسته بندی"، IoPP، 2002،شابک ‎۱−۹۳۰۲۶۸−۲۵−۴
- Yam، KL، "دانشنامه فناوری بسته بندی"، جان وایلی و پسران، 2009،شابک ‎۹۷۸−۰−۴۷۰−۰۸۷۰۴−۶

### استانداردهای ASTM
- روش تست استاندارد D882 برای خواص کششی ورق پلاستیکی نازک
- اصطلاحات استاندارد D883 مربوط به پلاستیک
- روش تست استاندارد D1204 برای تغییرات ابعادی خطی ورق یا فیلم ترموپلاستیک غیر صلب در دمای بالا
- روش تست استاندارد D1894 برای ضرایب استاتیکی و جنبشی اصطکاک فیلم و ورق پلاستیک
- روش تست استاندارد D1922 برای انتشار مقاومت پارگی فیلم پلاستیکی و ورق نازک به روش آونگ
- روش تست استاندارد D2732 برای انقباض حرارتی خطی مهار نشده فیلم و ورق پلاستیک
- روش تست استاندارد D2838 برای تنش انقباضی و جهت رهایش فیلم پلاستیک و ورق نازک

### طبقه بندی ثبت اختراع
- B65D71/10 لفاف‌ها در اثر گرما یا تحت کشش منقبض می‌شوند، به عنوان مثال فیلم‌های کششی یا فیلم‌هایی که توسط اجناس فشرده کشیده می‌شوند و دارای درج‌هایی هستند
- B65B61/02 دستگاه‌های کمکی برای کار بر روی ورق‌ها، روکش‌ها، تارها، مواد صحافی، ظروف یا بسته‌ها برای سوراخ‌کردن، نمره‌گذاری، بریدن، یا اعمال کد یا علامت‌های تاریخ روی مواد قبل از بسته‌بندی